# Due donne tahitiane
Due donne tahitiane è un dipinto del pittore francese Paul Gauguin, esponente del post-impressionismo, realizzato nel 1891 e conservato al museo d'Orsay di Parigi.

## Descrizione
Vivace antagonista delle violente pratiche della civilizzazione europea, nel 1891 Gauguin si avventurò a Tahiti, in Polinesia, nel tentativo di ritrovare negli indigeni la disinibita e infantile innocenza dell'essere umano e di descriverla con una grammatica pittorica altrettanto semplice e naturale, portando così alle estreme conseguenze l'esperienza pittorica già maturata a Pont-Aven, in Bretagna.
Due donne tahitiane è uno dei primi dipinti che l'artista realizzò sul suolo oceanico: segue una formula che diverrà particolarmente consolidata, e che sarà incentrata sulla raffigurazione delle indigene e delle loro attività quotidiane. È quanto sta succedendo in questo dipinto, dove troviamo raffigurate per l'appunto due donne polinesiane sedute in riva al mare: hanno corpi massicci e pesanti, capelli lucenti raccolti in splendide orchidee, occhi sfuggenti e sottilmente obliqui. Più che la loro fisionomia, che dovette trovare indubbiamente esotica, Gauguin fu colpito soprattutto dal loro comportamento: sono entrambe avvolte in un enigmatico silenzio che è difficile da penetrare, come se stessero seguendo il filo invisibile dei loro pensieri. Quella di sinistra si sta appoggiando sulla sabbia con il braccio. Quella di destra, invece, intreccia distrattamente le foglie di qualche pianta tropicale. Gauguin, dunque, offre all'osservatore il frammento di un giorno polinesiano così come si presentava alla sua osservazione, «al quale ciascuno, creando liberamente, può creare un antecedente e un conseguente» (Adorno).
L'opera, dai contenuti e dalla tecnica apparentemente banali, è in realtà sorretta da un armonioso impianto compositivo e cromatico. I colori non sono turbati da varianti chiaroscurali bensì si risolvono in campiture omogenee, come avviene nel pareo rosso a motivi floreali della tahitiana di sinistra. Assai calcolato, inoltre, è il dosaggio tra i colori più vivaci - come quelli che scaldano la veste della ragazza di sinistra - e il cromatismo più tenue che caratterizza la pensierosa fanciulla a destra. La linea che contorna le figure, invece, tradisce l'esigenza di un'espressione al contempo primitiva e splendidamente decorativa, in grado di comunicare i contenuti del dipinto in maniera più immediata. Una lieve lumeggiata sul mare appena increspato dalla candida spuma delle onde, infine, conferisce a una composizione altrimenti statica una parvenza di dinamismo.

## Parau api, (Due donne tahitiane)
Nel 1892 Gauguin realizzò un dipinto simile chiamato Parau api, (Due donne tahitiane). È possibile osservare tale dipinto alla Galerie Neue Meister in Dresda. In tahitiano, "parau" significa parola e "api" significa nuovo.